# ALX4
ALX4‏ (ALX homeobox 4) هوَ بروتين يُشَفر بواسطة جين ALX4 في الإنسان.